# Черчил (Пенсилванија)
Черчил (енгл. Churchill) град је у америчкој савезној држави Пенсилванија.

## Демографија
По попису из 2010. године број становника је 3.011, што је 555 (-15,6%) становника мање него 2000. године.
| Група             | 2000.         | 2010.         |
| Белци             | 3.123 (87,6%) | 2.428 (80,6%) |
| Афроамериканци    | 300 (8,4%)    | 417 (13,8%)   |
| Азијати           | 69 (1,9%)     | 80 (2,7%)     |
| Хиспаноамериканци | 41 (1,1%)     | 54 (1,8%)     |
| Укупно            | 3.566         | 3.011         |